# برگ‌دوست دم‌سرخ
برگ‌دوست دم‌سرخ (نام علمی: Pyrrhurus scandens) نام یک گونه از تیره بلبلان است.